# Нейлор, Ли
Ли Ма́ртин Не́йлор (англ. Lee Martyn Naylor; 19 марта 1980, Блоксвич, Уэст-Мидлендс, Англия) — английский футболист, защитник.

## Ранние годы
Нейлор родился 19 марта 1980 года в английском городе Блоксвич. Учился в средней общеобразовательной школе «Снейд» (англ. Sneyd Comprehensive School).

## Клубная карьера

### «Вулверхэмптон Уондерерс»
В 1996 году футболиста пригласили в клуб «Вулверхэмптон Уондерерс». Проведя год в дублирующей команде «волков», Ли дебютировал в основном составе 12 октября 1997 года в матче против «Бирмингем Сити». Выступая на позиции левого защитника, Нейлор прочно закрепился в основе «Вулверхэмптона», став одним из ключевых игроков клуба. Внёс весомый вклад в выход «Уондерерс» в высший английский дивизион в 2003 году, когда «волки», уверенно пройдя всю дистанцию Чемпионата футбольной лиги, в финальном матче переходного турнира победили «Шеффилд Юнайтед» со счётом 3:0.
В чемпионате Англии сезона 2003/04 Нейлор сыграл во всех 38 играх клуба. «Волки» же по итогам года, оказавшись на последнем месте в турнирной таблице, покинули элитный дивизион. Под руководством Гленна Ходлла Ли играл в составе «Уондерерс» ещё два сезона, постоянно пользуясь интересом со стороны других клубов.

### «Селтик»
23 августа 2006 года он перешёл в шотландский клуб «Селтик», подписав 3-летний контракт. Сумма сделки составила 600 тысяч фунтов стерлингов, к тому же «кельты» отдали «волкам» Чарли Малгрю. Нейлор сразу же стал игроком основного состава «бело-зелёных», выиграв с ними первенство Шотландии 2006/07. Признание его игроком месяца в октябре 2006 года плюс хорошая, стабильная игра в сезоне принесли ему номинацию на звание Игрока года Премьер-лиги. Также в этом году Ли выиграл с «Селтиком» Кубок страны и дебютировал в Лиге чемпионов, проведя в ней все матчи «кельтов». Первый гол за «бело-зелёных» Нейлор забил 1 марта 2008 года в ворота клуба «Хиберниан», второй мяч Ли провёл через год, 2 марта 2009 года, в матче своей команды с «Данди Юнайтед».
4 мая 2010 года в своём сотом, и как оказалось впоследствии последнем, матче в шотландской Премьер-лиге Ли отличился в третий раз за «Селтик» — поразив со штрафного удара ворота «Рейнджерс» в дерби «Old Firm», он стал одним из творцов победы «кельтов» над своими злейшими врагами. Поединок прошёл в упорной, бескомпромиссной борьбе и закончился со счётом 2:1 в пользу «бело-зелёных».
1 июля, по истечении своего контракта с «Селтиком», Нейлор покинул глазговский клуб и стал свободным агентом.

### «Кардифф Сити»
В июле 2010 года Ли начал предсезонный подготовку со своим бывшим клубом — «Вулверхэмптоном». Руководство «волков» сразу же пресекло, появившиеся в прессе слухи о скором подписании защитника «Уондерерс», заявив, что Нейлор тренируется с командой лишь для поддержания своей спортивной формы.
19 августа было объявлено, что Ли стал игроком клуба «Кардифф Сити», успешно пройдя просмотр, длившийся несколько недель.
Уже 21 августа состоялся дебют Нейлора в первом составе «ласточек» — в этот день соперником валлийцев был «Донкастер Роверс». 14 сентября Ли забил свой первый гол за «Кардифф», поразив ворота «Лестер Сити».

### Клубная статистика
| Клуб                         | Сезон                        | Чемпионат | Чемпионат | Кубок | Кубок | Кубок Лиги | Кубок Лиги | Плей-офф Лиги | Плей-офф Лиги | Еврокубки | Еврокубки | Итого | Итого |
| Клуб                         | Сезон                        | Игры      | Голы      | Игры  | Голы  | Игры       | Голы       | Игры          | Голы          | Игры      | Голы      | Игры  | Голы  |
| ---------------------------- | ---------------------------- | --------- | --------- | ----- | ----- | ---------- | ---------- | ------------- | ------------- | --------- | --------- | ----- | ----- |
| Вулверхэмптон Уондерерс      | 1997/98                      | 16        | 0         | 4     | 1     | 1          | 0          | —             | —             | —         | —         | 21    | 1     |
| Вулверхэмптон Уондерерс      | 1998/99                      | 23        | 1         | —     | —     | 4          | 0          | —             | —             | —         | —         | 27    | 1     |
| Вулверхэмптон Уондерерс      | 1999/00                      | 30        | 2         | 3     | 0     | 2          | 0          | —             | —             | —         | —         | 35    | 2     |
| Вулверхэмптон Уондерерс      | 2000/01                      | 46        | 1         | 2     | 0     | 5          | 0          | —             | —             | —         | —         | 53    | 1     |
| Вулверхэмптон Уондерерс      | 2001/02                      | 27        | 0         | —     | —     | —          | —          | —             | —             | —         | —         | 27    | 0     |
| Вулверхэмптон Уондерерс      | 2002/03                      | 32        | 1         | 4     | 0     | 2          | 0          | 3             | 1             | —         | —         | 41    | 2     |
| Вулверхэмптон Уондерерс      | 2003/04                      | 38        | 0         | 2     | 0     | 3          | 0          | —             | —             | —         | —         | 43    | 0     |
| Вулверхэмптон Уондерерс      | 2004/05                      | 38        | 1         | 2     | 0     | 1          | 0          | —             | —             | —         | —         | 41    | 1     |
| Вулверхэмптон Уондерерс      | 2005/06                      | 41        | 1         | 1     | 0     | 1          | 0          | —             | —             | —         | —         | 43    | 1     |
| Вулверхэмптон Уондерерс      | 2006/07                      | 3         | 0         | —     | —     | —          | —          | —             | —             | —         | —         | 3     | 0     |
| Всего за «Вулверхэмптон»     | Всего за «Вулверхэмптон»     | 294       | 7         | 18    | 1     | 19         | 0          | 3             | 1             | 0         | 0         | 334   | 9     |
| Селтик                       | 2006/07                      | 32        | 0         | 5     | 0     | 1          | 0          | —             | —             | 8         | 0         | 46    | 0     |
| Селтик                       | 2007/08                      | 33        | 1         | 3     | 0     | 2          | 0          | —             | —             | 9         | 0         | 47    | 1     |
| Селтик                       | 2008/09                      | 23        | 1         | 2     | 0     | 2          | 0          | —             | —             | 3         | 0         | 30    | 1     |
| Селтик                       | 2009/10                      | 12        | 1         | 2     | 0     | —          | —          | —             | —             | 5         | 0         | 19    | 0     |
| Всего за «Селтик»            | Всего за «Селтик»            | 100       | 3         | 12    | 0     | 5          | 0          | 0             | 0             | 25        | 0         | 142   | 3     |
| Кардифф Сити                 | 2010/11                      | 27        | 2         | 2     | 0     | 1          | 0          | 1             | 0             | —         | —         | 31    | 2     |
| Кардифф Сити                 | 2011/12                      | 2         | 0         | 1     | 0     | 3          | 0          | —             | —             | —         | —         | 6     | 0     |
| Всего за «Кардифф Сити»      | Всего за «Кардифф Сити»      | 29        | 2         | 3     | 0     | 4          | 0          | 1             | 0             | 0         | 0         | 37    | 2     |
| Аккрингтон Стэнли            | 2013/14                      | 13        | 0         | 1     | 0     | 0          | 0          | 0             | 0             | —         | —         | 14    | 0     |
| Всего за «Аккрингтон Стэнли» | Всего за «Аккрингтон Стэнли» | 13        | 0         | 1     | 0     | 0          | 0          | 0             | 0             | 0         | 0         | 14    | 0     |
| Дерби Каунти                 | 2013/14                      | 4         | 0         | 0     | 0     | 0          | 0          | 0             | 0             | —         | —         | 4     | 0     |
| Дерби Каунти                 | 2014/15                      | 0         | 0         | 1     | 0     | 0          | 0          | 0             | 0             | —         | —         | 1     | 0     |
| Всего за «Дерби Каунти»      | Всего за «Дерби Каунти»      | 4         | 0         | 1     | 0     | 0          | 0          | 0             | 0             | 0         | 0         | 5     | 0     |
| Всего за карьеру             | Всего за карьеру             | 440       | 12        | 35    | 1     | 28         | 0          | 4             | 1             | 25        | 0         | 531   | 14    |

(откорректировано по состоянию на 3 января 2015)

## Сборная Англии
Во время своего пребывания в «Вулверхэмптоне» сыграл три матча за молодёжную сборную Англии.
Через пять лет выдав фантастический сезон за «Селтик», Нейлор привлёк внимание бывшего в то время наставником первой английской команды, Стива Макларена, который всерьёз рассматривал привлечение Ли в ряды в ряды «трёх львов». Однако последовавшая вскоре череда травм защитника не дала этому сбыться.

## Достижения

### Командные достижения
«Селтик»
- Чемпион Шотландии (2): 2006/07, 2007/08
- Обладатель Кубка Шотландии: 2006/2007

 «Кардифф Сити»
- Финалист Кубка английской лиги: 2011/12

### Личные достижения
- Игрок месяца шотландской Премьер-лиги: октябрь 2006

## Личная жизнь
Брат Ли, Мартин Нейлор, также является профессиональным футболистом — выступает за английскую команду «Лемингтон».